# Lasioglossum quebecense
Lasioglossum quebecense är en biart som först beskrevs av Crawford 1907.  Den ingår i släktet smalbin och familjen vägbin. Inga underarter finns listade i Catalogue of Life.

## Beskrivning
Arten är ett slankt, svart bi med en vitaktig behåring som överallt är tunn och gles, utom på sidorna av honans mellankropp. Hanen, å andra sidan, har överläpp (labrum) och övre halvan av munskölden (clupeus) gula. På tergiterna (segmenten på bakkroppens ovansida) har den svaga, vitaktiga, tvärgående hårband, främst på sidorna. De är dock betydligt svagare markerade än de täta hårband många andra smalbiarter brukar ha längs tergiternas framkanter. Däremot förekommer det att hanarna kan ha omfattande orangeröd färg på tergiterna. Honan är omkring 7 mm lång, hanen 6 till 8 mm.

## Ekologi
Lasioglossum quebecense är en solitär art, där honan ensam bygger larvbona och samlar in föda till dem.
Arten, som är vanlig i skog och andra trädbevuxna habitat, flyger mellan april och september. Den är polylektisk, den besöker blommande växter från flera familjer: Amaryllisväxter, sumakväxter, korgblommiga växter, berberisväxter, korsblommiga växter, kaprifolväxter, kornellväxter, gurkväxter, ljungväxter, ärtväxter, liljeväxter, dunörtsväxter, orkidéer, slideväxter, portlakväxter, rosväxter och videväxter.

## Utbredning
Utbredningsområdet omfattar Nordamerika från Newfoundland och Nova Scotia i Kanada, över Minnesota i USA söderöver till Georgia.